# Gare nouvelle de Tinsukia
La gare nouvelle de Tinsukia est une gare ferroviaire desservant la ville de Tinsukia, dans le nord de l'Assam en Inde.

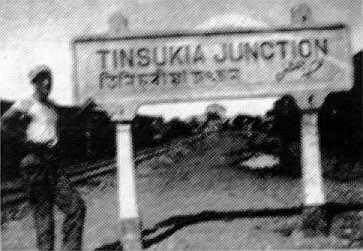
Présence de la gare en 1943.

L'ancienne gare se trouve dans le Parc historique de Tinsukia, elle se trouve sur la section Lumding–Dibrugarh de la Northeast Frontier Railway zone (NFR).

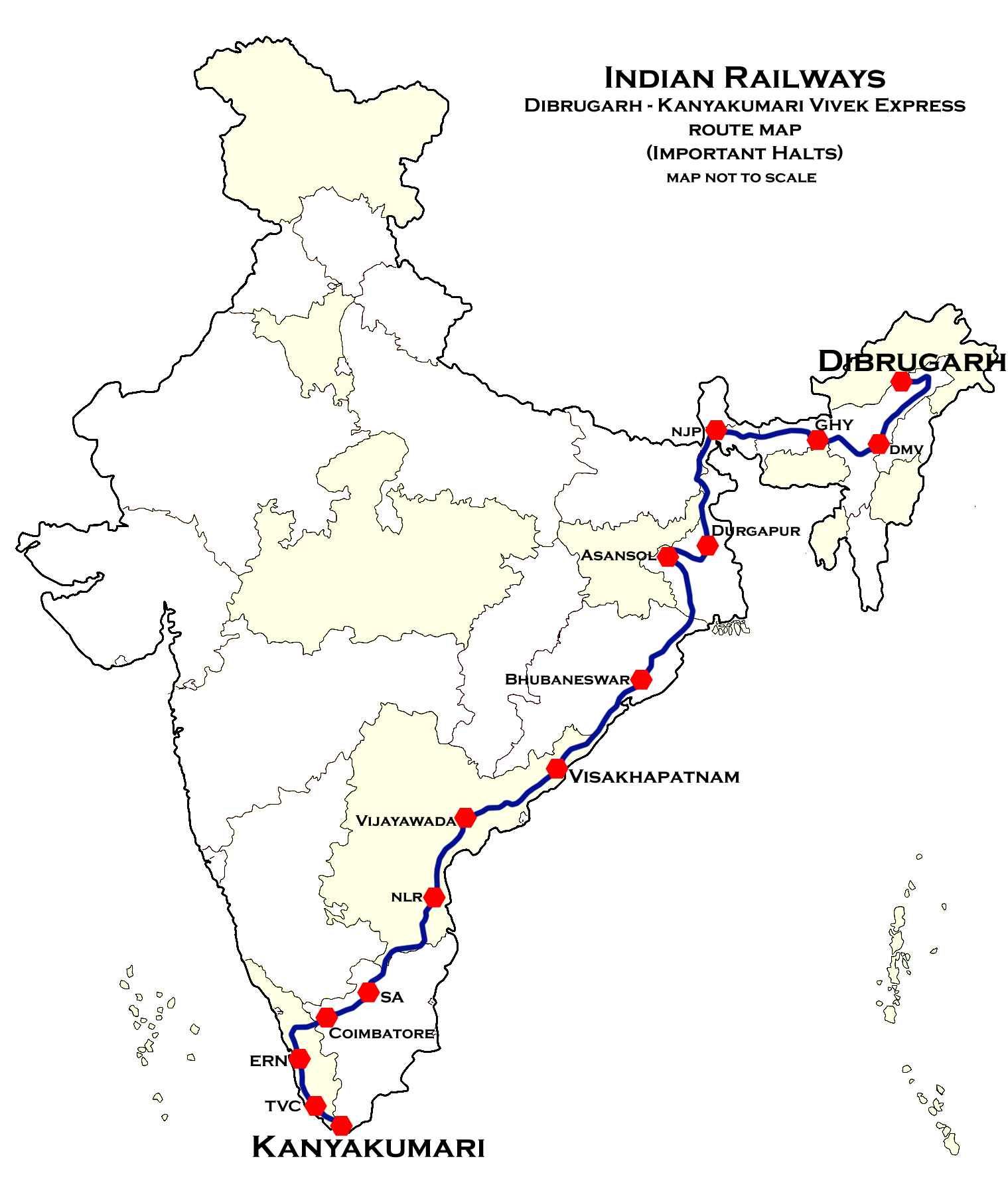
Parcours du Dibrugarh-Kânyâkumârî Vivek Express.